# Championnat de Slovénie de football 2005-2006
Navigation
Saison précédente Saison suivante
La saison 2005-2006 du Championnat de Slovénie de football était la 15e édition de la première division slovène à poule unique, la PrvaLiga. Les 10 meilleurs clubs slovènes jouent les uns contre les autres à 4 reprises durant la saison, 2 fois à domicile et 2 fois à l'extérieur. À l'issue de la saison, l'avant-dernier joue un barrage de promotion-relégation et le dernier est directement relégué en D2.
C'est le HIT Gorica, double champion en titre, qui termine une nouvelle fois en tête du championnat, seulement 2 points devant le NK Domžale mais 16 points devant le NK FC Koper. C'est le 4e titre de champion de Slovénie de l'histoire du club. Le NK Maribor, 7 fois champion de Slovénie, retrouve son niveau et accède à nouveau à la Coupe d'Europe, par le biais de la Coupe Intertoto.

## Les 10 clubs participants
| - NK Maribor - NK Nafta Lendava - Promu de D2 - HIT Gorica - NK FC Koper - Publikum Celje | - NK Drava Ptuj - NK Rudar Velenje - Promu de D2 - NK Domžale - NK Primorje - NK Bela Krajina |

## Compétition
Le barème de points servant à établir le classement se décompose ainsi :
- Victoire : 3 points
- Match nul : 1 point
- Défaite : 0 point

### Classement
| Rang | Équipe               | Pts | J  | G  | N  | P  | Bp | Bc | Diff |
| ---- | -------------------- | --- | -- | -- | -- | -- | -- | -- | ---- |
| 1    | HIT Gorica (T)       | 73  | 36 | 21 | 10 | 5  | 75 | 30 | +45  |
| 2    | NK Domžale           | 71  | 36 | 20 | 11 | 5  | 69 | 28 | +41  |
| 3    | NK FC Koper (C)      | 57  | 36 | 16 | 9  | 11 | 49 | 39 | +10  |
| 4    | NK Maribor           | 54  | 36 | 16 | 6  | 13 | 51 | 42 | +9   |
| 5    | NK Drava Ptuj        | 54  | 36 | 15 | 9  | 12 | 50 | 46 | +4   |
| 6    | Publikum Celje       | 49  | 36 | 15 | 4  | 17 | 48 | 59 | -11  |
| 7    | NK Nafta Lendava (P) | 46  | 36 | 13 | 7  | 16 | 42 | 52 | -10  |
| 8    | NK Primorje          | 43  | 36 | 11 | 10 | 15 | 43 | 50 | -7   |
| 9    | NK Bela Krajina      | 34  | 36 | 7  | 13 | 16 | 35 | 61 | -26  |
| 10   | NK Rudar Velenje (P) | 15  | 36 | 2  | 9  | 25 | 28 | 83 | -55  |

|  | Qualification pour la Ligue des champions 2006-2007                                           |
|  | Qualification pour la Coupe UEFA 2006-2007                                                    |
|  | Qualification pour la Coupe Intertoto 2006                                                    |
|  | Participation au barrage de promotion-relégation                                              |
|  | Relégation directe en deuxième division                                                       |
|  | (T) Tenant du titre (C) Vainqueur de la Coupe de Slovénie (P) Club promu de deuxième division |

### Matchs

#### Barrage de promotion-relégation
Le 9e de première division affronte le 2e de D2 lors d'un duel en matchs aller-retour afin de conserver sa place parmi l'élite.
| Équipe 1         | Résultat | Équipe 2             | Aller | Retour |
| ---------------- | -------- | -------------------- | ----- | ------ |
| NK Dravinja (D2) | 2 - 2e   | NK Bela Krajina (D1) | 2 - 2 | 0 - 0  |

- Le NK Bela Krajina se maintient au bénéfice des buts marqués à l'extérieur.

## Bilan de la saison
| Championnat de Slovénie de football 2005-2006 |                       |
| Champion                                      | HIT Gorica (4e titre) |
| Coupes et trophées                            |                       |
| Vainqueur de la Coupe de Slovénie 2005-2006   | NK FC Koper           |
| Qualifications continentales                  |                       |
| Ligue des champions 2006-2007                 | HIT Gorica            |
| Coupe UEFA 2006-2007                          | NK FC Koper           |
| Coupe UEFA 2006-2007                          | NK Domžale            |
| Coupe Intertoto 2006                          | NK Maribor            |
| Promotions et relégations                     |                       |
| Promus en PrvaLiga                            | NK Factor Ljubljana   |
| Relégués en Division 2                        | NK Rudar Velenje      |